# Ha Suk-rye
Ha Suk-rye (하숙례?; Kyung Nam, 15 gennaio 1970) è un'ex cestista sudcoreana.

## Carriera
Con la Corea del Sud ha disputato i Campionati mondiali del 1990.